# Cloudstreet
Cloudstreet is een roman geschreven door Tim Winton. De roman won de Miles Franklin Award in 1992.

## Samenvatting
Twee families belanden na familiale drama's samen in een groot huis in Cloudstreet in een buitenwijk van Perth. De Lambs zijn religieuze hardwerkende ondernemende mensen maar de Pickles, die het huis geërfd hebben, werken liever niet te hard en leven op goed geluk.
Twintig jaar lang, van 1943 tot 1963, volgt het verhaal de belevenissen en ervaringen van de families. Geboorte, dood, huwelijk, overspel, vreugde en verdriet brengen de familieleden samen en verstrengelen hun levens.

## Thema's
Mensen kunnen ondanks hun enorme verschillen toch verbonden geraken. De fysieke nabijheid en de tragiek van het leven drijven hen naar elkaar toe.
Winton haalt zijn inspiratie steeds uit de fysieke omgeving. Als hij niets voelt bij een plaats kan hij er geen personages in voelen. Volgens Peter Garrett gebruikt hij de West-Australische landschappen ook om er de emotionele landschappen van zijn personages tegen af te zetten.
Winton schrijft in het nawoord van de uitgave van Cloudstreet uit 2015 dat mensen en hun fysieke omgeving verbonden raken. Het bedroeft hem dat de overheid daar zo weinig rekening mee houdt. De plaatsen in de stad Perth waar zijn ouders hun jeugd doorbrachten en elkaar leerden kennen bestaan niet meer. Geen van de huizen waar Winton zijn jeugd in doorbracht staan nog, ook het gebouw niet waar hij school liep. Wat doet dat met een gemeenschap ? Is het zelfhaat ? Moet het bord voor elke generatie worden schoon geveegd ? Die vragen stelde hij zich toen hij het verhaal begon te schrijven.
Winton schreef het boek ook om familieverhalen te bewaren. Niet om ze te begrijpen maar om ze te eren. Maar de verhalen en personages ontsnapten hem en begonnen een eigen leven te leiden. Ze namen het boek niet over maar het ritme van de taal, de muziek van het verhaal, stuurden het verhaal wel. Daardoor bevrijdden de personages zich van Winton en diens familie die aan de basis ervan lagen en de inspiratie vormden.
Winton schreef vier jaar aan het boek. Twee jaar daarvan reisde hij door Europa. Het viel Winton op dat Europeanen architectuur gebruiken om zichzelf te troosten voor het verlies van de natuurlijke landschappen die ze vernietigen. Hij leerde er ook dat architectuur meer doet dan troosten. De gebouwen krijgen een eigen leven, bieden een band met het verleden en de gemeenschap en voeden het individu. Meer zelfs, de oude gebouwen in Europa bieden een relatie aan, eisen ze soms zelf op. Zoals een landschap hebben ze een karakter. Volgens Winton heb je dat in West-Australië niet. Daar heb je enkel de verbeelding.

## Ontvangst
- In 2003 verkozen de leden van de Australian Society of Authors (ASA) Cloudstreet tot hun favoriete boek. Het boek was dat jaar ook de favoriet van een enquête onder lezers georganiseerd door ASA en ABC Radio National.
- Volgens een lezersenquête door de Australian Book Review in 2010 georganiseerd was Cloudstreet "overdonderend favoriet".
- De kijkers van de First Tuesday Book Club verkozen het boek in 2012 tot een van de tien Australische boeken die je dient gelezen te hebben voor je sterft.
- Op 5 november 2019 werd Cloudstreet door BBC News in de lijst van de honderd meest inspirerende romans opgenomen.

## Bewerkingen
- Paige Gibbs bewerkte het verhaal tot een hoorspel voor ABC Radio.
- Nick Enright en Justin Monjo bewerkten het verhaal tot een toneelstuk. Het werd voor het eerst in januari 1998 op het Sydney Festival onder regie van Neil Armfield door Company B en Black Swan Theatre opgevoerd. De bewerking werd door Currency Press uitgegeven en won prijzen voor het beste stuk en de beste regie in 2002.
- In 2010 werd in Perth een miniserie met zes episodes opgenomen. Winton werkte zelf mee aan het script.
- In mei 2016 werd voor het eerst een operabewerking met muziek van George Palmer door de State Opera of South Australia in Adelaide opgevoerd.

## Prijzen
- 1991 NBC Banjo Award voor fictie
- 1991 Western Australian Premier's Book Award - fictie
- 1992 Deo Gloria Award
- 1992 Miles Franklin Award